# Ермолино (Вологодский район)
Ермолино — деревня в Вологодском районе Вологодской области.
Входит в состав Кубенского сельского поселения, с точки зрения административно-территориального деления — в Кубенский сельсовет.
Расстояние по автодороге до районного центра Вологды — 34,5 км, до центра муниципального образования Кубенского — 4,5 км. Ближайшие населённые пункты — Олехово, Шушково, Кашкалино, Вецкое, Буяново, Легкое, Тимофеево, Щипино.
По данным переписи в 2002 году постоянного населения не было.